# سیارک ۱۱۰۶۷
سیارک ۱۱۰۶۷ (به انگلیسی: 11067 Greenancy، نامگذاری:1992DC3) یازده هزار و شصت و هفتمین سیارک کشف شده‌است که در ۲۵ فوریه ۱۹۹۲ کشف شد.
قدر مطلق سیارک برابر ۱۳٫۳۰ است.